# Радикула
Радикула (ботанички термин, деминутив од лат. radix – корен: коренак) део ембриона из кога настаје комплетан корен биљке. При клијању семена коренак први пробија семењачу кроз микропилу и представља први видљиви део клијавца који расте позитивно геотропно прерастајући у примарни корен који може да настави са развојем и продором у дубину када постаје срчаница (осовински корен). Биљке код којих се раст радикуле заустаља, а формирају се бочни коренови имају жиличаст корен. Коренак је део ембрионалне осовине и налази се испод ембрионалног стабла – хипокотила који носи котиледон(е). 
Коренак прво расте и развија се на рачун храљивих материја смештених у котиледонима или ендосперму, да би у једном тренутку почео са апсорпцијом минералних материја из земљишта растворених у води, паралелно из плумуле се развијају примарни листови способни за фотосинтетичку активност и аутотрофну исхрану.
Код биљака постоје два основна типа радикуле антитропни и синтропни. Антитропни је онај који је усмерен супротно од хилума, а синтропни је онај који је усмерен ка хилуму. 
.